# La Roque-sur-Cèze
La Roque-sur-Cèze – miejscowość i gmina we Francji, w regionie Oksytania, w departamencie Gard.
Według danych na rok 1990 gminę zamieszkiwały 153 osoby, a gęstość zaludnienia wynosiła 18 osób/km² (wśród 1545 gmin Langwedocji-Roussillon La Roque-sur-Cèze plasuje się na 752. miejscu pod względem liczby ludności, natomiast pod względem powierzchni na miejscu 831.).